# دفتا
دفتا هي قرية تقع بالقرب من مسافي في إمارة رأس الخيمة، الإمارات العربية المتحدة (الإمارات). تقع القرية على طريق مسافي - الفجيرة، والذي يتبع مسار وادي حام. كما تقع على طريق الشارقة - خورفكان، والذي شُيِّد من قبل شركة هالكرو.  افتُتِح هذا الطريق في عام 2019، ويربط دفتا بخورفكان من خلال سلسلة من خمسة أنفاق تخترق جبال الحجر. وتشمل هذه أنفاق نفق الصدرة، والذي يبلغ طوله 2700 متر، وهو أطول نفق جبلي مغطى في الشرق الأوسط. 